# Houghton Golf Club
De Houghton Golf Club is een golfclub in Houghton, Zuid-Afrika, die opgericht werd in 1926. 
A.M. Copeland was de golfbaanarchitect en de lengte van de golfbaan is 6500 m. Het is een 18-holes golfbaan met een par van 72.
In 1951 werd met de Zuid-Afrikaans Open, de eerste grote golftoernooi plaatsgevonden in deze golfclub. Het toernooi werd gewonnen door Bobby Locke.
Van 2000 tot 2004 werd deze golfbaan bespeeld voor het Alfred Dunhill Kampioenschap.

## Golftoernooien
- Zuid-Afrikaans Open: 1951
- PGA Kampioenschap (Zuid-Afrika): 1965 & 1993-1999
- South African Amateur Strokeplay Championship: 1973
- Alfred Dunhill Kampioenschap: 2000-2004
- South African Masters: 1960, 1962, 1964, 1967 & 1968